# 7986 Romania
A 7986 Romania (ideiglenes jelöléssel (7986) 1981 EG15) a Naprendszer kisbolygóövében található aszteroida. Schelte J. Bus fedezte fel 1981. március 1-én.